# Vance Creek, Wisconsin
Vance Creek là một thị trấn thuộc quận Barron, tiểu bang Wisconsin, Hoa Kỳ. Năm 2010, dân số của thị trấn này là 645 người.